# Баб'янка (струмок)
Баб'янка (пол. Babianka) — стурумок в Україні у Калуському районі Івано-Франківської області. Лівий доплив річки Гнилої Липи (басейн Дністра).

## Опис
Довжина струмка приблизно 7,25 км, найкоротша відстань між витоком і гирлом — 5,18  км, коефіцієнт звивистості річки — 1,40 . Формується декількома струмками.

## Розташування
Бере початок на західній стороні від села Добринів у листяному лісі. Тече переважно на південний захід через села Підвиння, Кутці, місто Рогатин і впадає у річку Гнилу Липу, ліву притоку річки Дністра.

## Цікаві факти
- У місті Рогатин струмок перетинає автошлях М12[3] (колишній автомобільний шлях міжнародного значення на території України, Стрий — Тернопіль — Кропивницький — Знам'янка. Проходить територією Львівської, Івано-Франківської, Тернопільської, Хмельницької, Вінницької, Черкаської та Кіровоградської областей).